# Novo Selo Žumberačko
Novo Selo Žumberačko je naselje koje se nalazi u sastavu Grada Samobora, Zagrebačka županija. Površina naselja iznosi 4,15 km2. Posebnost naselja je njegova nadmorska visina od 755 m, što ga čini najvišim u Zagrebačkoj županiji.

## Stanovništvo
Prema popisu stanovništva iz 2001. godine, naselju je živio 31 stanovnik te 13 obiteljskih kućanstava.
| broj stanovnika | 137   | 160   | 173   | 208   | 212   | 205   | 180   | 196   | 152   | 150   | 142   | 121   | 74    | 51    | 31    | 24    | 18    |
|                 | 1857. | 1869. | 1880. | 1890. | 1900. | 1910. | 1921. | 1931. | 1948. | 1953. | 1961. | 1971. | 1981. | 1991. | 2001. | 2011. | 2021. |